# Formigueret ventrenegre
El formigueret ventrenegre (Formicivora melanogaster) és una espècie d'ocell de la família dels tamnofílids (Thamnophilidae).

## Hàbitat i distribució
Habita vegetació de ribera, arbusts i zones boscoses de l'altiplà de l'est i sud-est de Bolívia i sud-oest i centre del Brasil.